# Dicranella goughii
Dicranella goughii là một loài rêu trong họ Dicranaceae. Loài này được O'Shea mô tả khoa học đầu tiên năm 2008.